# 진고개 신사
"진고개 신사"는 한국에서 제작된 이강원 감독의 1964년 영화이다. 김진규 등이 주연으로 출연하였고 주동진 등이 제작에 참여하였다.

## 출연

### 주연
- 김진규
- 엄앵란
- 한은진

## 기타
- 원작자: 심영식
- 조명: 방한기
- 미술: 이문현